# Мокшалейское сельское поселение
Мокшалейское се́льское поселе́ние — упразднённое муниципальное образование в Чамзинском районе Мордовии Российской Федерации.
Административный центр — село Мокшалей.

## История
Статус и границы сельского поселения установлены Законом Республики Мордовия от 28 декабря 2004 года № 128-З  «Об установлении границ муниципальных образований Чамзинского муниципального района, Чамзинского муниципального района и наделении их статусом сельского поселения, городского поселения и муниципального района».
Законом от 17 мая 2018 года N 52-З, Мокшалейское сельское поселение и одноимённый сельсовет были упразднены, а входившие в их состав населённые пункты были включены в состав Большемаресевского сельского поселения и сельсовета с административным центром в селе Большое Маресево.

## Население
| 2002 | 2010 | 2012 | 2013 | 2014 | 2015 | 2016 |
| ---- | ---- | ---- | ---- | ---- | ---- | ---- |
| 604  | ↘495 | ↘485 | ↘454 | ↘431 | ↘422 | ↘413 |
| 2017 | 2018 |      |      |      |      |      |
| ↘395 | ↗397 |      |      |      |      |      |

## Состав сельского поселения
| № | Населённый пункт | Тип населённого пункта | Население |
| - | ---------------- | ---------------------- | --------- |
| 1 | Красный Воин     | посёлок                | ↘1        |
| 2 | Мокшалей         | село                   | ↘422      |
| 3 | Пянгелей         | село                   | ↘72       |